# くらま (護衛艦)
| 太平洋を航行中の「くらま」 |                                                  |                                    |
| 艦歴                       |                                                  |                                    |
| 艦種                       | ヘリコプター搭載護衛艦（DDH）                    | ヘリコプター搭載護衛艦（DDH）      |
| 発注                       | 1976年                                           | 1976年                             |
| 起工                       | 1978年2月17日                                    | 1978年2月17日                      |
| 進水                       | 1979年9月20日                                    | 1979年9月20日                      |
| 就役                       | 1981年3月27日                                    | 1981年3月27日                      |
| 除籍                       | 2017年3月22日                                    | 2017年3月22日                      |
| 定係港                     | 佐世保                                           | 佐世保                             |
| 愛称                       |                                                  |                                    |
| 性能諸元                   |                                                  |                                    |
| 排水量                     | 基準：5,200トン                                  | 基準：5,200トン                    |
| 排水量                     | 満載：6,800トン                                  |                                    |
| 全長                       | 159m                                             | 159m                               |
| 全幅                       | 17.5m                                            | 17.5m                              |
| 深さ                       | 11.0m                                            | 11.0m                              |
| 吃水                       | 5.5m                                             | 5.5m                               |
| 機関                       | 石川島播磨FWD2 2胴水管型缶                       | 2缶                                |
| 機関                       | 石川島播磨 2胴衝動型蒸気タービン（35,000ps）     | 2基                                |
| 機関                       | スクリュープロペラ                               | 2軸                                |
| 速力                       | 31ノット以上                                     | 31ノット以上                       |
| 定員                       | 360名                                            | 360名                              |
| 兵装                       | 73式54口径5インチ単装速射砲                      | 2門                                |
| 兵装                       | Mk.15 高性能20mm機関砲（CIWS）                   | 2基                                |
| 兵装                       | GMLS-3 ※GMLS Mk.25 から換装                      | 1基                                |
| 兵装                       | 74式アスロック8連装発射機                        | 1基                                |
| 兵装                       | 68式3連装短魚雷発射管HOS-301                     | 2基                                |
| 艦載機                     | HSS-2A/B / SH-60J/SH-60K 哨戒ヘリコプター        | 3機                                |
| C4I                        | AN/USC-42 ※AN/WSC-3 SATCOMから換装               | AN/USC-42 ※AN/WSC-3 SATCOMから換装 |
| C4I                        | MOFシステム (NORA-1, NORQ-1 SATCOM)              |                                    |
| C4I                        | 海軍戦術情報システム （OYQ-3B CDS+リンク 11/14） |                                    |
| C4I                        | OYQ-101 ASWDS                                    |                                    |
| C4I                        | TDS-2-2 目標指示装置                             |                                    |
| FCS                        | 72式射撃指揮装置1型A (GFCS)                      | 2基                                |
| FCS                        | 81式射撃指揮装置2型-12 (MFCS) ※WM-25から換装     | 1基                                |
| FCS                        | SFCS-6 水中攻撃指揮装置                          |                                    |
| レーダー                   | OPS-12 3次元対空                                 | 1基                                |
| レーダー                   | OPS-28 対水上                                    | 1基                                |
| レーダー                   | OPS-20 航海用 ※後日装備                          | 1基                                |
| レーダー                   | OPS-22 航海用 ※(着艦誘導用,後に撤去)             | 1基                                |
| レーダー                   | OPN-8 高測用 ※(着艦誘導用,後に撤去)              | 1基                                |
| ソナー                     | OQS-101 艦首装備式                               | 1基                                |
| ソナー                     | SQR-18(V)1 曳航式                                | 1基                                |
| 電子戦・ 対抗手段          | NOLQ-1 ESM/ECM                                   | NOLQ-1 ESM/ECM                     |
| 電子戦・ 対抗手段          | OLR-9B RWR                                       |                                    |
| 電子戦・ 対抗手段          | Mk.137 6連装デコイ発射機                         | 4基                                |
| 電子戦・ 対抗手段          | AN/SLQ-25 曳航式音響デコイ                       |                                    |

くらま（ローマ字：JS Kurama, DDH-144）は、海上自衛隊の護衛艦。しらね型護衛艦の2番艦。艦名は京都府の鞍馬山に因み、旧海軍の鞍馬型巡洋戦艦（伊吹型）「鞍馬」、雲龍型航空母艦「鞍馬」に続き日本の艦艇としては3代目。

## 艦歴
「くらま」は、昭和51年度計画5200トン型ヘリコプター搭載護衛艦2404号艦 として、石川島播磨重工業東京第1工場で1978年2月17日に起工され、1979年9月20日に進水、1981年3月27日に就役し、同日付で第2護衛隊群隷下に新編された第52護衛隊に護衛艦「はるな」とともに編入され佐世保に配備された。
本艦は、海上自衛隊の艦艇として初めてCIWS（近接防空火器; 機種はアメリカ製のファランクス）を装備し、対艦ミサイルからの個艦防御能力が強化された。また、長距離で潜水艦を探知できる戦術曳航ソナーも初めて装備されており、搭載ヘリと連携して、敵潜水艦が接近する前に探知・撃破することを可能としている。本艦での実績をもとに、CIWSと戦術曳航ソナーは、その後に建造された海上自衛隊の汎用護衛艦にも採用され、標準的な装備となった。
1982年10月13日、佐世保港においてボイラーが爆発する事故が発生、航行不能となった。負傷者なし。
1983年3月30日、第52護衛隊が廃止となり、第2護衛隊群直轄艦となる。同年6月28日から8月16日の間、護衛艦「はつゆき」、「たちかぜ」とともにハワイ派遣訓練に参加。
1984年3月30日、第2護衛隊群旗艦となる。
1984年、1986年、1992年、1994年、2000年に環太平洋合同演習 (RIMPAC)に参加。
1990年7月1日から31日にかけて護衛艦「あさぎり」、「やまぎり」、「たちかぜ」とともにグアム島方面海上実習（外洋練習航海）に参加。
1991年、6月27日から8月28日の間、護衛艦「あさかぜ」、「せとぎり」とともに米国派遣訓練に参加。
1996年7月26日から30日にかけてロシア海軍300周年記念式典参加のため、自衛艦として初めてロシアウラジオストックを訪問した。
1998年7月24日から29日にかけて護衛艦「やまぎり」、補給艦「はまな」とともに再びウラジオストックを訪問、7月26日に実施されたロシア太平洋艦隊観艦式に参加した。また、7月29日、30日にかけてウラジオストック東方の日本海において初の日露共同訓練が実施され、これに参加した。
2000年2月25日から3月31日にかけて「やまぎり」、「あさかぜ」とともに外洋練習航海に参加。
2001年11月9日、テロ対策特別措置法に基づく情報収集任務により、護衛艦「きりさめ」、補給艦「はまな」と共にインド洋に派遣され、2002年2月まで任務に従事し、3月16日に帰国した。
2003年5月16日から8月3日の間、護衛艦「しまかぜ」、「せとぎり」とともに米国派遣訓練に参加。
帰国後、三菱重工長崎造船所において改造工事が施され、短SAM管制用射撃指揮装置はWM-25から国産の81式射撃指揮装置2型-12（FCS-2-12）に、発射機は国産のGMLS-3に換装され、搭載ミサイルはRIM-7Mとなった。
これらはいずれも2002年8月に除籍された護衛艦「たかつき」に装備されていたものを移載している。なお、同工事は2004年4月に完工。
2004年11月10日から12日にかけて護衛艦「ゆうだち」と共に漢級原子力潜水艦領海侵犯事件（海上警備行動発令）に対処した。
2005年1月14日、スマトラ島沖地震救援のため国際緊急援助隊派遣法に基づく陸・海・空自衛隊による統合部隊が編成され、佐世保から出港。輸送艦「くにさき」と補給艦「ときわ」とともに援助物資の輸送などの救援活動を実施した。
2007年5月16日から8月1日の間、護衛艦「ちょうかい」、「いなづま」とともに米国派遣訓練に参加。
2008年3月26日、護衛隊改編により第2護衛隊群2護衛隊に編入。
2011年3月11日に発生した東北地方太平洋沖地震による東日本大震災に対し、災害派遣された。
同年10月19日、派米訓練のため横須賀を出航し、10月31日から11月21日までハワイのパールハーバーに滞在して、米海軍の艦艇とともに実任務技量向上のための訓練(KOA KAI)に参加し、12月5日に佐世保に帰投。
2012年6月21日から22日にかけて、護衛艦「きりしま」、「ゆうだち」、アメリカ合衆国海軍空母「ジョージ・ワシントン」(CVN-73)ほか数隻、大韓民国海軍の艦艇数隻と共に朝鮮半島南方海域にて日米韓共同訓練を実施。同年10月14日に行われた自衛隊観艦式では、野田佳彦首相を乗艦させて参加した。
2015年10月18日に実施された自衛隊観艦式において観閲艦を務め、安倍晋三首相が乗艦した。12月22日には停泊中にノロウイルスによる食中毒が発生し、56人が体調不良を訴え、9人からウイルスが検出された。最終的に19人が入院した。
2016年12月11日、最後の飛行作業を実施し、就役以来の連続無事故着艦回数は51,300回となった。ヘリコプター搭載艦として初めて5万回を超える連続無事故着艦の功績により、第1級賞状が授与された。
同年12月19日、母港の佐世保基地で機関である蒸気タービン消火式が行われた。海上自衛隊最後の蒸気タービン艦として稼働した主ボイラは役目を終えた。
2017年3月22日、いずも型護衛艦2番艦「かが」の就役にともない除籍。最終所属は第2護衛隊群第2護衛隊。定係港は就役以来、約36年にわたり一貫して佐世保であった。36年の艦歴において自衛隊観艦式では、観閲艦を4回務め、総航海時間は78,772時間、総着艦回数は51,300回、地球約43.6周分にあたる942,760.2海里（1,745,991.9キロ）を航海した。退役後は潜水艦用新型魚雷の実艦的となる予定がプレスリリースされていた。
2018年6月12日、佐世保基地を曳航されながら出港し、その後若狭湾沖にて海上自衛隊の潜水艦からの新型魚雷により実艦的処分が実施された。なお、内火艇や砲塔の外殻などの浮遊した残骸は現場海域にいた試験艦「あすか」などが回収している。

### 衝突事故
2009年10月27日19時56分頃、関門海峡において大韓民国籍コンテナ船「カリナ・スター」に衝突された。この事故で乗員6名が負傷、本艦は艦首を損傷・出火したが、10時間半後に鎮火に成功した。この事故により揚錨部（アンカー巻上げ部）も含む艦首部分がほぼ全壊し単独航行は難しい状態になった。「カリナ・スター」側に負傷者はなかった。
門司海上保安部はその後の調査で、狭い航路ですれ違う場合は追い越し禁止を指導するようになっている規定に反し、コンテナ船に無線で「（貨物船の）左舷側を追い越すこと」と伝えた管制官にも過失責任があると判断し、業務上過失往来危険などの疑いで書類送検した。また、本艦の艦長と同副長については計画を上回る時速約17ノットで航行した点、コンテナ船船長は急激に方向転換した点が過失にあたるとして書類送検した。
事故後は佐世保に自力で帰港していたが、付近で護衛艦を修理のできる造船所が限られることから11月9日に随意契約による修理を発注し2010年初頭から長崎市に所在する三菱重工長崎造船所で修理され、同年6月9日に修理が完了した。この事故での損害は約9億4,000万円と見込まれている。

### 乗組員による不法侵入事件
2014年5月24日 - 尖閣諸島などを想定し奄美大島沖で行われていた離島上陸・奪回訓練 に参加していた、「くらま」の25歳の海士長を住居侵入の現行犯で逮捕。鹿児島県奄美警察署によると海士長は容疑を認めており、24日の午前9時45頃に奄美大島の瀬戸内町にある自動車整備工場に不法侵入していた所を、経営者の男性が見つけ取り押さえて奄美署に通報した。23日まで行われた訓練に海士長も参加しており、24日からは移動撤収予定だった。

### 歴代艦長
| 代 | 氏名       | 在任期間                | 出身校・期          | 前職                                             | 後職                                               | 備考                            |
| -- | ---------- | ----------------------- | ------------------- | ------------------------------------------------ | -------------------------------------------------- | ------------------------------- |
| 1  | 鈴木外海彦 | 1981.3.27 - 1982.1.24   | 海保大2期・ 6期幹候 | くらま艤装員長                                   | 第3海上訓練指導隊司令                              |                                 |
| 2  | 吉村健思   | 1982.1.25 - 1983.12.19  | 防大3期             | あまつかぜ艦長                                   | かとり艦長                                         |                                 |
| 3  | 中村英昭   | 1983.12.20 - 1985.12.19 | 防大5期             | たちかぜ艦長                                     | かとり艦長                                         |                                 |
| 4  | 谷 徹彦    | 1985.12.20 - 1987.3.15  | 防大6期             | 横須賀地方総監部 防衛部第3幕僚室長               | 海上自衛隊第1術科学校 教育第2部長                  |                                 |
| 5  | 寺西 弘    | 1987.3.16 - 1989.3.16   |                     | まつゆき艦長                                     | 横須賀基地業務隊補充部付 →1989.3.23 ときわ艤装員長 | 就任時2等海佐 1988.1.1、1等海佐 |
| 6  | 両角良彦   | 1989.3.17 - 1991.3.19   | 長崎大・ 13期幹候   | 佐世保地方総監部 管理部総務課長                  | ときわ艦長                                         | 2等海佐                         |
| 7  | 福田 武    | 1991.3.20 - 1992.12.20  |                     | 第3海上訓練指導隊砲術科長                        | はまな艦長                                         | 2等海佐                         |
| 8  | 林 勝彦    | 1992.12.21 - 1994.8.29  | 21期幹候            | 海上幕僚監部人事教育部 教育課教材班長            | ときわ艦長                                         | 2等海佐                         |
| 9  | 山下公正   | 1994.8.30 - 1995.12.17  | 防大11期            | たちかぜ艦長                                     | さがみ艦長                                         | 就任時2等海佐 1995.7.1、1等海佐 |
| 10 | 成影 務    | 1995.12.18 - 1997.3.25  | 防大14期            | 海上自衛隊幹部学校教官                           | とわだ艦長                                         | 就任時2等海佐 1996.1.1、1等海佐 |
| 11 | 佐藤鉄夫   | 1997.3.26 - 1998.8.2    | 防大15期            | 自衛艦隊司令部幕僚                               | 第2海上訓練指導隊付 →1998.9.30 かしま艦長          | 就任時2等海佐 1997.7.1、1等海佐 |
| 12 | 寺田世紀男 | 1998.8.3 - 2000.9.19    |                     | あさかぜ艦長                                     | 海上自衛隊幹部学校                                 | 就任時2等海佐 1999.1.1、1等海佐 |
| 13 | 清原 洋    | 2000.9.20 - 2002.7.31   | 防大16期            | 護衛艦隊司令部幕僚                               | 佐世保地方総監部監察官                             | 就任時2等海佐 2001.1.1、1等海佐 |
| 14 | 井上則明   | 2002.8.1 - 2004.7.6     | 防大22期            | 自衛艦隊司令部幕僚                               | 海上自衛隊第1術科学校 教育第3部長                  |                                 |
| 15 | 種生茂美   | 2004.7.7 - 2006.1.9     |                     | 佐世保海上訓練指導隊付                           | 佐世保地方総監部監察官                             |                                 |
| 16 | 松浦正幸   | 2006.1.10 - 2007.3.27   | 防大21期            | 佐世保地方総監部監察官                           | 余市防備隊司令                                     |                                 |
| 17 | 黒松 久    | 2007.3.28 - 2008.9.30   | 防大26期            | 佐世保地方総監部防衛部 第3幕僚室長 兼第5幕僚室長 | かしま艦長                                         |                                 |
| 18 | 柏原正俊   | 2008.10.1 - 2009.12.20  | 防大28期            | 第4護衛隊群司令部幕僚                            | 統合幕僚学校 教育課第1教官室学校教官               |                                 |
| 19 | 佐々木輝幸 | 2009.12.21 - 2011.12.8  | 防大29期            | 海上幕僚監部 総務部総務課総務班長                | かしま艦長                                         |                                 |
| 20 | 小沢輝男   | 2011.12.9 - 2013.12.2   | 防大32期            | 第4護衛隊群司令部幕僚                            | 統合幕僚学校教育課教務班長                         |                                 |
| 21 | 遠藤昭彦   | 2013.12.3 - 2015.7.23   | 防大33期            | 海上幕僚監部人事教育部 教育課学校班長            | 護衛艦隊司令部 →2015.8.27 かが艤装員長             |                                 |
| 22 | 水田英幹   | 2015.7.24 - 2017.3.22   | 防大32期            | いなづま艦長                                     | 海上訓練指導隊群司令部 →2017.3.31 同司令部首席幕僚 |                                 |

## ギャラリー

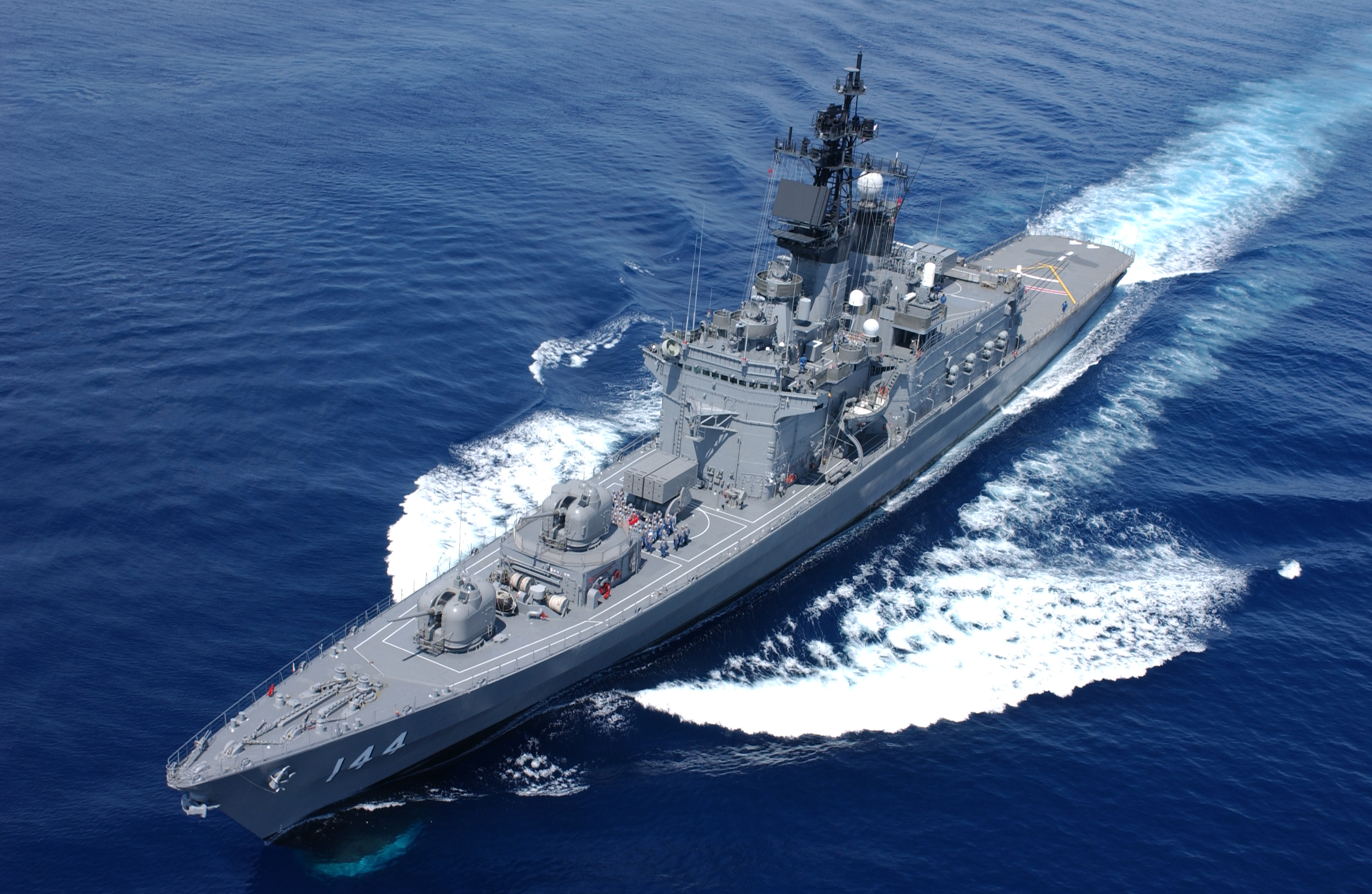
短SAM換装工事前の「くらま」
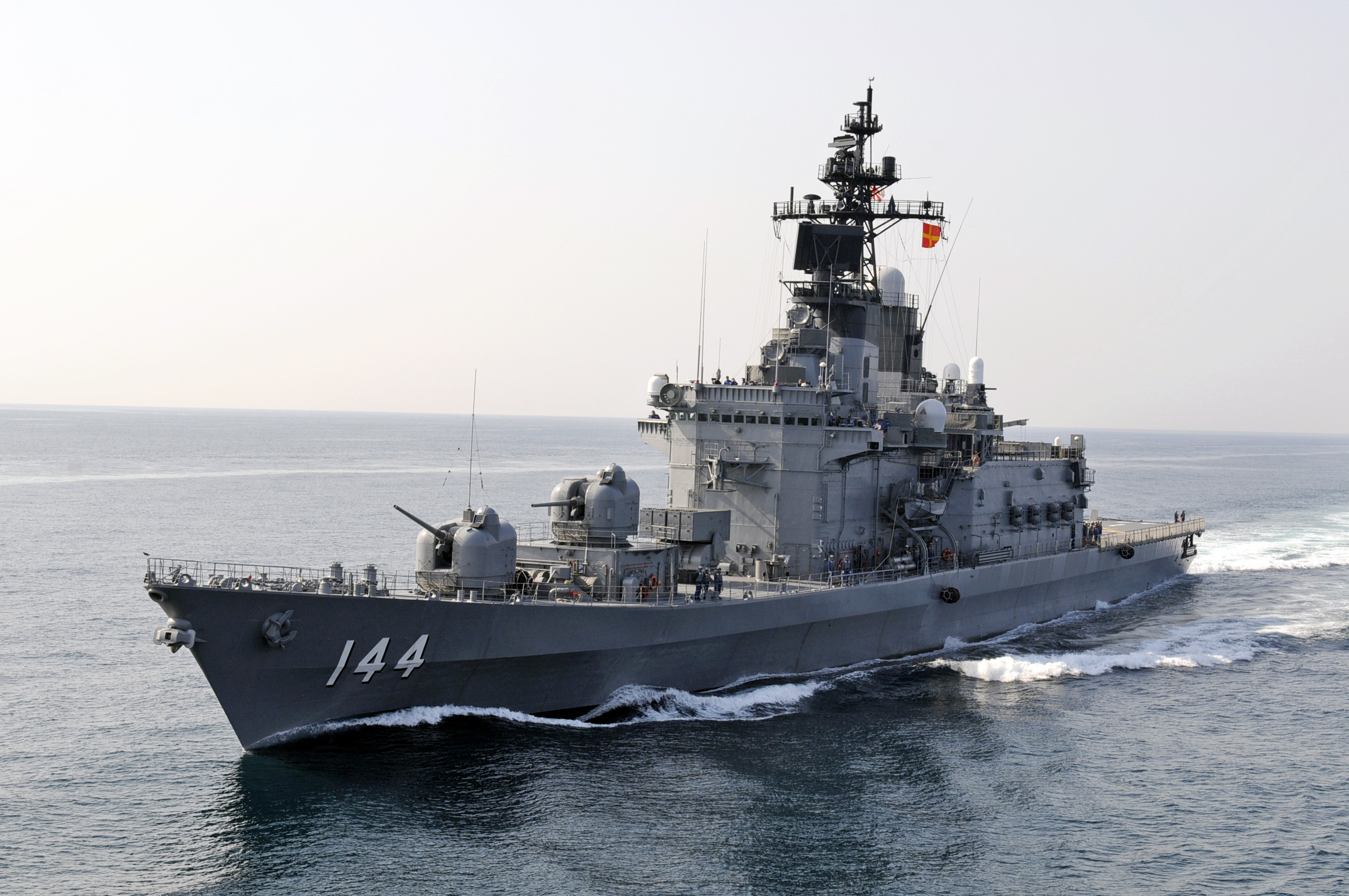
左前方より
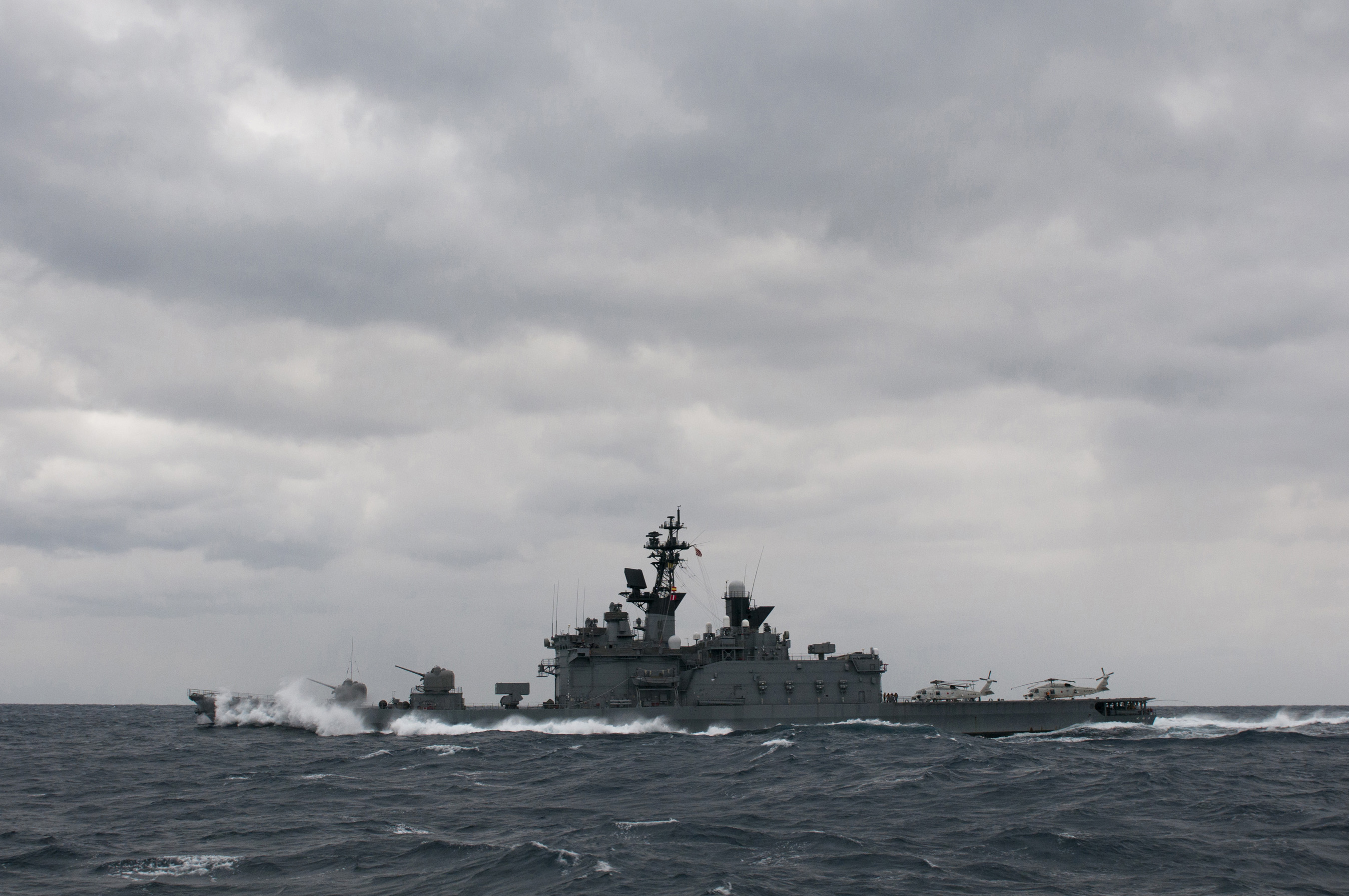
左舷側より
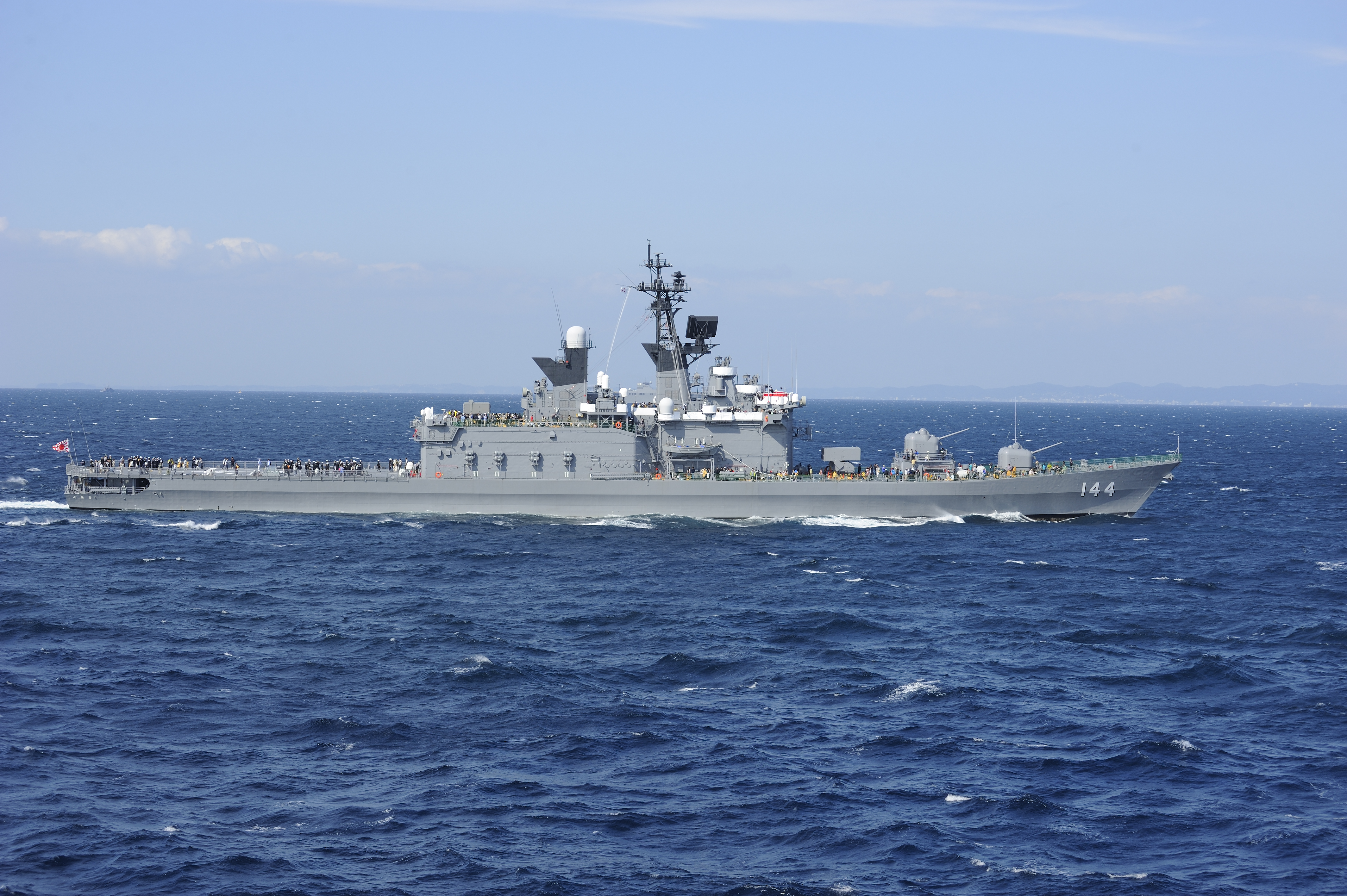
右舷側より
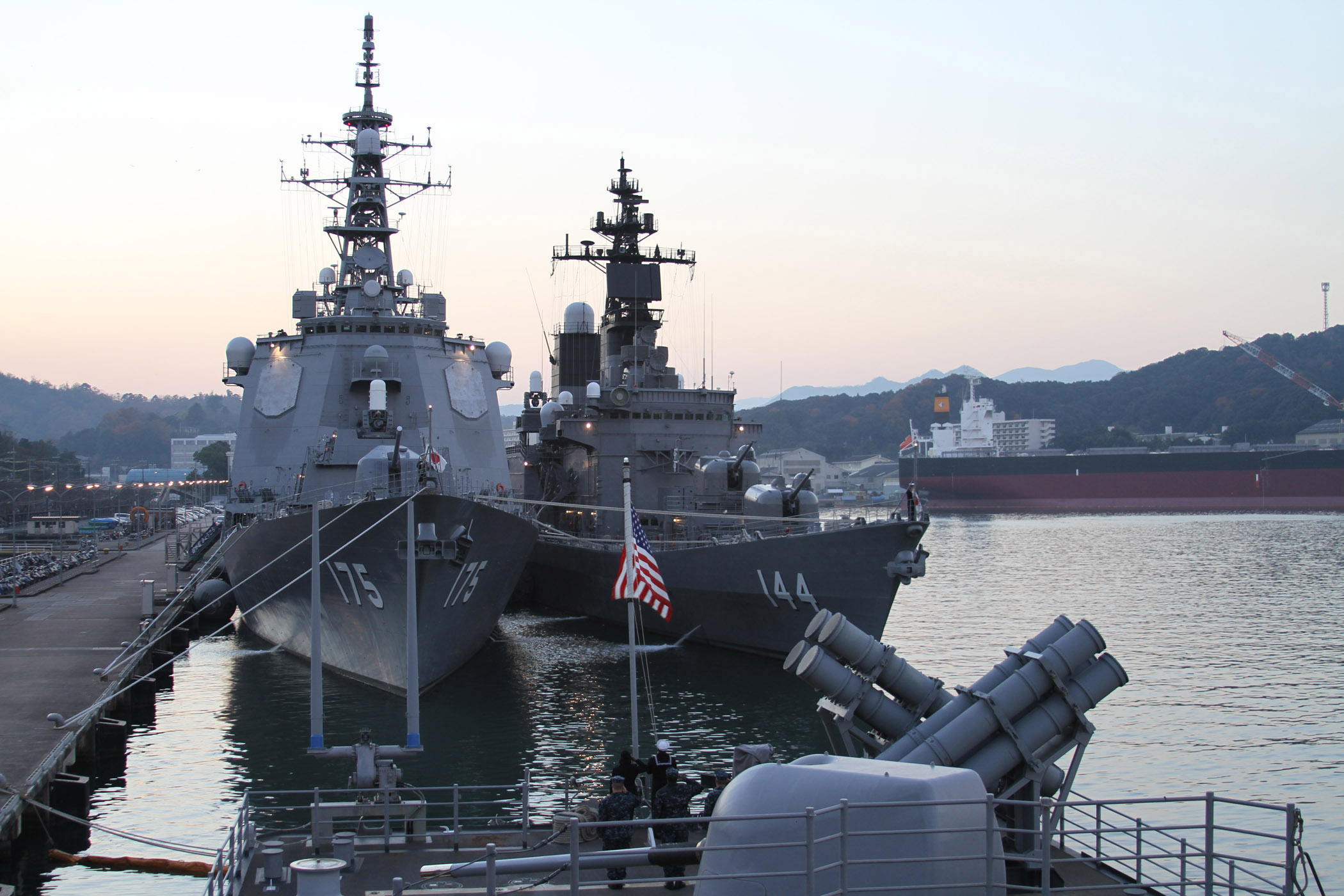
修理完了後の「くらま」(右)と「みょうこう」(左)
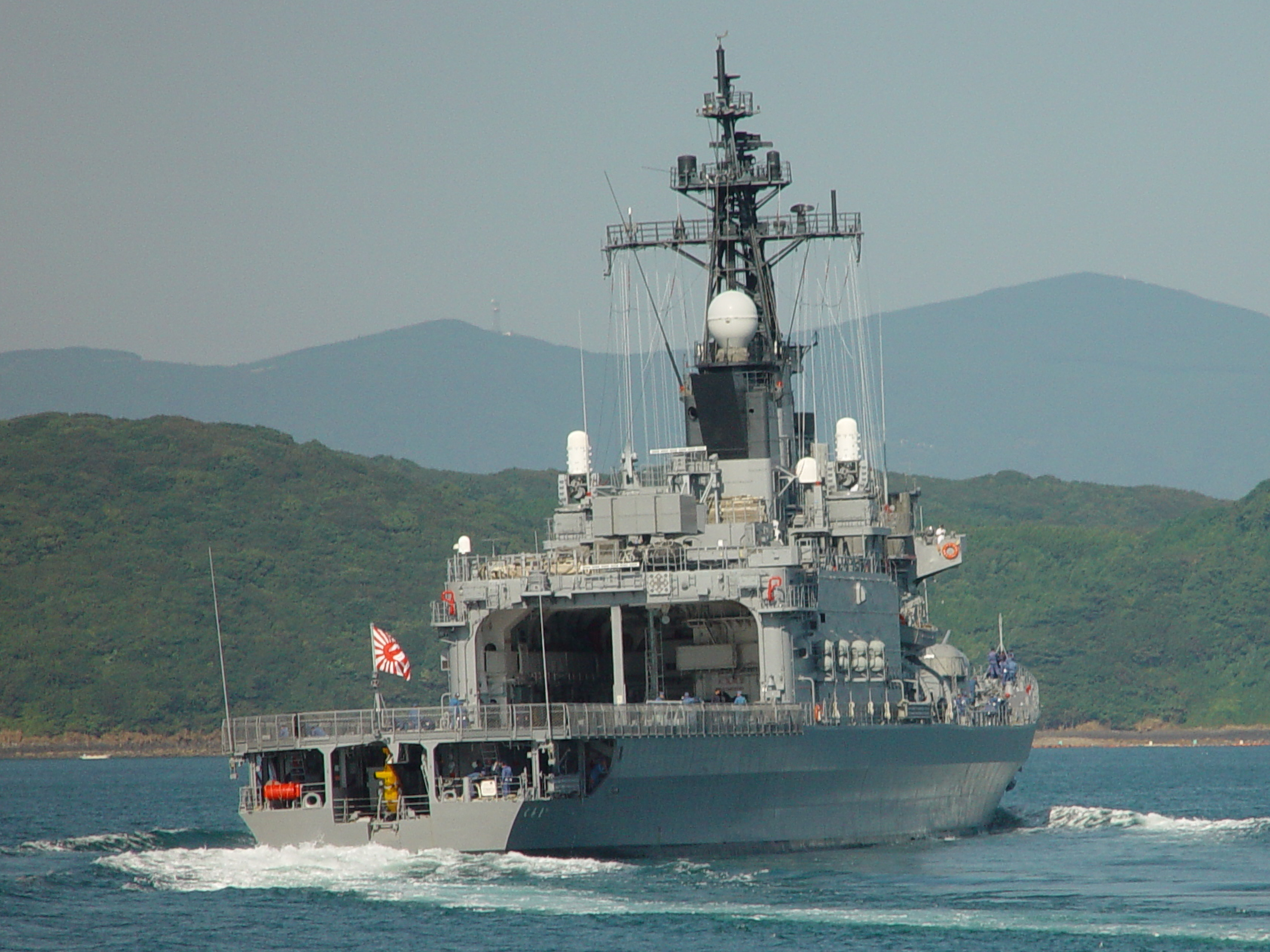
佐世保港入港中